# 今井和香子
今井 和香子（いまい わかこ）は、日本の女性声優。

## 来歴
学生時代から、地元の劇団や学校の演劇サークルに参加し演技活動していた。劇では大胆で明るい演技で観客には好評だった。
高校では「今井和香子ファンクラブ」が小規模ながら存在し、ファンクラブメンバーとたびたび交流していた模様。
2013年、2014年は声優数名と東京でライブ活動をする。

## 主な作品
主な作品、桜trick、大崎秋子役。
- 松濤アクターズギムナジウム[1]